# فاملا
فاملا (بالإنجليزية: Vammala)‏ هي منطقة سكنية تقع في فنلندا في بيركنما. يقدر عدد سكانها بـ 16,635 نسمة ومساحتها 876 كم2 .